# Planty Salinarne
Planty Salinarne - park miejski w Bochni, powstały w XIX wieku według projektu polskiego botanika i architekta krajobrazu Karola Bauera. Wpisany do rejestru zabytków pod numerem A-247 z 07.11.1984.
Planty Salinarne, zwane także Parkiem Salinarnym powstały w XIX wieku w miejscu placu, na którym handlowano solą. Za oficjalną datę utworzenia przyjmuje się 1868 rok, ponieważ w tym roku powstał projekt zagospodarowania terenu pod Zamkiem Żupnym. Z początku Żupa zagospodarowała tylko jedną odnogę dzisiejszych Plant, na której utworzono trzy kwatery obsadzone kasztanowcami i rabatami. Na jednej z kwater znajduje się altana koncertowa z 1934 roku, powstała według projektu Stanisława Albińskiego. Natomiast w części, w której znajdował się staw, kompozycja była bardziej swobodna, obsadzona klombami.
Przez teren Plant przepływał niegdyś potok Storynka.